# Иорданско-российские отношения
Дипломатические отношения между Иорданией и СССР были установлены 21 августа 1963 года по инициативе иорданской стороны. 16 февраля 1992 года в Иордании опубликован декрет о признании Российской Федерации и установлении с ней дипломатических отношений на уровне посольств.
Обе страны связывают отношения многолетней дружбы и сотрудничества, основы которых были заложены при короле Хусейне (1935—1999). В 1960—1980 годах между СССР и Иорданией были подписаны: соглашение об экономическом и техническом сотрудничестве, торговое соглашение (1969), соглашение о воздушном сообщении (1970), соглашение о сотрудничестве между Торгово-промышленной палатой СССР и Союзом торговых палат Иордании (1980).
Экономические связи России и Иордании заметно активизировались с восшествием на престол в 1999 году короля Иордании Абдаллы II. За последние годы подписан ряд документов, в том числе соглашение о создании Российско-Иорданского Делового совета (2007), многотраншевое соглашение о кредите по закупке российских вооружений (2007), межправительственное соглашение о сотрудничестве в области использования атомной энергии в мирных целях (2009), соглашение о разведке нефтяных и газовых месторождениях на территории Иордании (2011), меморандум о сотрудничестве в области энергетики между Минэнерго РФ и министерством энергетики и минеральных ресурсов Иордании (2011) и др.

## Контакты на высоком уровне

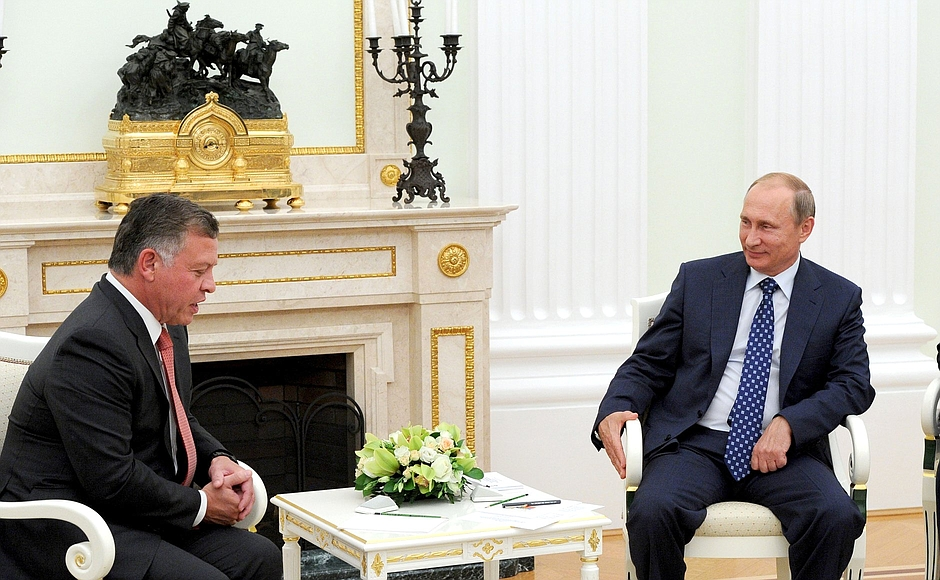
Встреча Владимира Путина с Королём Иордании Абдаллой II

Впервые президент РФ Владимир Путиным встретился с королём Абдаллой II в сентябре 2000 года на «Саммите тысячелетия» в Нью-Йорке. Первый официальный визит в Москву короля Абдаллы II состоялся 26—28 августа 2001 года. В ходе переговоров с президентом Путиным обсуждались вопросы мирного урегулирования на Ближнем Востоке. С тех пор глава Королевства посещал Россию еще 10 раз, последний — 7 апреля 2011 года.
12—13 февраля 2007 года состоялся официальный визит в Иорданию президента Путина. По итогам переговоров с королём Иордании главы двух государств приняли совместное заявление о дальнейшем углублении отношений дружбы и сотрудничества между странами, был подписан ряд соглашений в торгово-экономической сфере.
19 января 2011 года состоялся рабочий визит в Иорданию президента РФ Дмитрия Медведева. По итогам визита были подписаны документы в области энергетики.
26 июня 2012 года президент Путин во второй раз посетил Иорданию. В ходе рабочего визита состоялось открытие построенного российской стороной Странноприимного дома для русских паломников, расположенного на территории особого религиозно-археологического заповедника «Место Крещения Иисуса Христа на реке Иордан».
25 августа 2015 года Король Иордании Абдалла II посетил Российскую Федерацию.